# クサール (競走馬)
クサール (Ksar) は、1920年ごろに活躍したフランスの競走馬である。凱旋門賞（1921,1922年）、ジョッケクルブ賞（1921年）などに優勝した。1931年フランス首位種牡馬。馬名はクサールに由来。

## 生涯

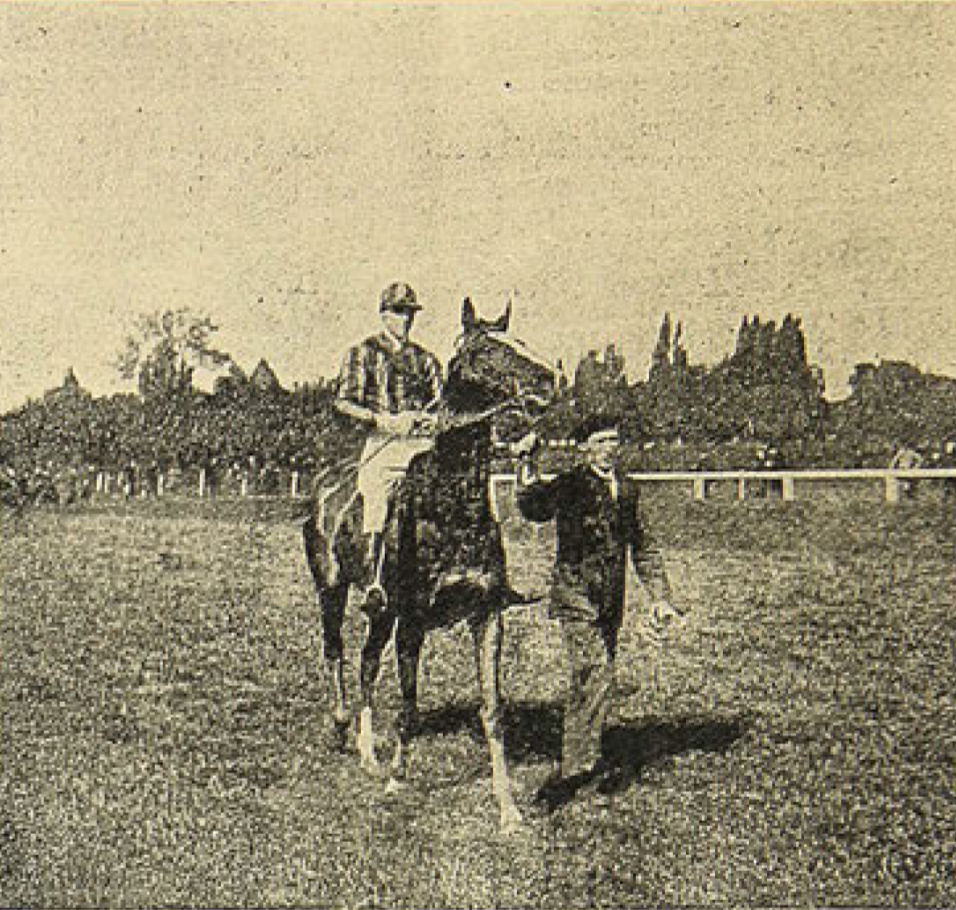
クサールの母、キジルクーガン

本馬はオムニウムやキジルクーガンを生産したエヴレモン・ド・サンタラリの生産馬である。父ブリュルール、母キジルクーガンは共にパリ大賞の勝ち馬で、特にキジルクーガンはセプターを破ったことで知られている。両馬は共にオムニウムを近い祖先に持っており、クサールはオムニウムの2×3の強いインブリードを持っていた。
1歳時、テディを生産したエドモン・ブランによって、15万1000フランという非常識なほどの高額で競り落とされた。クサールをそれまでのフランスレコードを200%上回る額で競り落としたエドモン・ブランは、なぜこの馬にこれほどの額を支払ったのか尋ねられた際、「たしかに彼は不格好だ。だがまさにオムニウムのように不格好なのだ。それに歩様は実に美しいではないか」と評したと伝えられている。しかし彼はクサールの活躍を見ることなく翌年死去してしまっており、最終的にその妻の元で走ることになった。

### 現役時代
ブリュルール産駒としては例外的に2歳時から出走し、3歳時にはジョッケクルブ賞や凱旋門賞（第2回）などの大レースを制した。ただし、両親が制したパリ大賞は、圧倒的な人気を集めながらイギリスからの遠征馬レモノラの着外に惨敗している。
4歳になっても好成績は続き、凱旋門賞を史上初めて連覇。また、カドラン賞にも勝った。クサールは第一次世界大戦後のフランス最強馬と評価されることもある。

### 種牡馬入り後
1932年から1935年までブラン夫人のジャルディイ牧場で供用された。1931年にはトウルビヨンが活躍し、フランス首位種牡馬を獲得した。1935年にアメリカ合衆国へ売却され、ヴァージニア州のモンタナホールスタッド (Montana Hall Stud) に移動した。1937年の夏に内臓出血のため死亡、19歳。

## 評価

### 主な勝鞍
※当時はグループ制未導入
- 1920年（2戦1勝）
  - サラマンドル賞（デビュー戦）
- 1921年（7戦6勝）
  - オカール賞
  - リュパン賞
  - ジョッケクルブ賞（フランスダービー）
  - ロイヤルオーク賞
  - 凱旋門賞
- 1922年（6戦4勝）
  - カドラン賞
  - プランスドランジュ賞（英語版）
  - 凱旋門賞

### 年度代表馬
なし

### 表彰・記録
- 1931年 - フランス首位種牡馬

## 子孫
父方の直系子孫はトウルビヨンの子孫が主である。フランスや日本で一時期繁栄し、現在でもアイルランドを中心に少数が活躍している。この他にフォモールの子孫が障害競走分野で活躍した。馬術分野で成功した子孫もいる。

### 主な産駒
- トウルビヨン (Tourbillon) - ジョッケクルブ賞、リュパン賞。フランス首位種牡馬3回。トウルビヨン系の祖
- ルクサール（英語版） (Le Ksar) - 2000ギニー
- トール (Thor) - ジョッケクルブ賞、カドラン賞
- フォモール (Formor) - 障害競走の名種牡馬
- アムフォルタ (Amfortas) - ガネー賞
- ウクラニア (Ukrania) - ディアヌ賞
- コンフィダンス (Confidence) - ドーヴィル大賞典
- カステルフサノ (Castel Fusano) - リュパン賞

### 主な牝駒の産駒
- ルパシャ (Le Pacha) - ジョッケクルブ賞、ロイヤルオーク賞、パリ大賞、凱旋門賞
- クサールデスプリ (Ksar d'Esprit) - ローマオリンピック馬術障害飛越（団体）銀メダル

## 血統表
| Ksarの血統                 | Ksarの血統                  | Ksarの血統          | （血統表の出典） | （血統表の出典） |
| 父系                       | ヘロド系                    | ヘロド系            | ヘロド系         | [ § 2 ]          |
| 父 Brûleur 鹿毛 1910       | 父の父Chouberski 鹿毛 1902  | Gardefeu 鹿毛 1895  | Cambyse          | Cambyse          |
| 父 Brûleur 鹿毛 1910       | 父の父Chouberski 鹿毛 1902  | Gardefeu 鹿毛 1895  | Bougie           |                  |
| 父 Brûleur 鹿毛 1910       | 父の父Chouberski 鹿毛 1902  | Campanule 鹿毛 1891 | The Bard         | The Bard         |
| 父 Brûleur 鹿毛 1910       | 父の父Chouberski 鹿毛 1902  | Campanule 鹿毛 1891 | Santa Lucia      |                  |
| 父 Brûleur 鹿毛 1910       | 父の母Basse Terre 栗毛 1899 | Omnium II 栗毛 1892 | Upas             | Upas             |
| 父 Brûleur 鹿毛 1910       | 父の母Basse Terre 栗毛 1899 | Omnium II 栗毛 1892 | Bluette          |                  |
| 父 Brûleur 鹿毛 1910       | 父の母Basse Terre 栗毛 1899 | Bijou 黒鹿毛 1890   | St. Gatien       | St. Gatien       |
| 父 Brûleur 鹿毛 1910       | 父の母Basse Terre 栗毛 1899 | Bijou 黒鹿毛 1890   | Thora            |                  |
| 母 Kizil Kourgan 栗毛 1899 | 母の父Omnium II 栗毛 1892   | Upas 栗毛 1833      | Dollar           | Dollar           |
| 母 Kizil Kourgan 栗毛 1899 | 母の父Omnium II 栗毛 1892   | Upas 栗毛 1833      | Rosemary         |                  |
| 母 Kizil Kourgan 栗毛 1899 | 母の父Omnium II 栗毛 1892   | Bluette 栗毛 1886   | Wellingtonia     | Wellingtonia     |
| 母 Kizil Kourgan 栗毛 1899 | 母の父Omnium II 栗毛 1892   | Bluette 栗毛 1886   | Blue Serge       |                  |
| 母 Kizil Kourgan 栗毛 1899 | 母の母Kasbah 鹿毛 1892      | Vigilant 鹿毛 1879  | Vermout          | Vermout          |
| 母 Kizil Kourgan 栗毛 1899 | 母の母Kasbah 鹿毛 1892      | Vigilant 鹿毛 1879  | Virgule          |                  |
| 母 Kizil Kourgan 栗毛 1899 | 母の母Kasbah 鹿毛 1892      | Katia 栗毛 1883     | Guy Dayrell      | Guy Dayrell      |
| 母 Kizil Kourgan 栗毛 1899 | 母の母Kasbah 鹿毛 1892      | Katia 栗毛 1883     | Keapsake         |                  |
| 母系(F-No.)                | 3号族(FN:3-n)               | 3号族(FN:3-n)       | 3号族(FN:3-n)    | [ § 3 ]          |
| 5代内の近親交配            | Omnium II：M2×S3            | Omnium II：M2×S3    | Omnium II：M2×S3 | [ § 4 ]          |
| 出典                       | 1. 2. 3. 4.                 | 1. 2. 3. 4.         | 1. 2. 3. 4.      | 1. 2. 3. 4.      |